# Поліцейська та судова співпраця у кримінальних справах
Поліцейська та судова співпраця у кримінальних справах (до 1999 року Правосуддя та внутрішні справи) — один з трьох «стовпів» Європейського Союзу, визначених Маастрихтським договором (розділ VI). Цей стовп існував між 1993 і 2009 роками, коли він був поглинутий консолідованою структурою Європейського Союзу і став зоною свободи, безпеки та правосуддя.
Співпраця в галузі правосуддя та внутрішніх справ охоплює різні сфери «спільних інтересів» держав-членів, а саме:
- політику щодо надання притулку;
- правила перетину зовнішніх кордонів ЄС;
- імміграційну політику;
- боротьбу з наркотиками;
- боротьбу з міжнародним шахрайством;
- співпрацю органів правосуддя в цивільних та кримінальних справах;
- співпрацю митних служб;
- співпрацю правоохоронних органів.

Маастрихтський договір вимагав від держав-членів тільки радитись один з одним та інформувати інших щодо заходів у цих сферах. Тож співпраця здебільшого обмежувалась так званими «спільними позиціями» та в рідких випадках, одностайно ухваленими «спільними діями». Амстердамський договір пішов далі: він поставила за головну мету в галузі правосуддя та внутрішніх справ створення зони свободи, безпеки та справедливості; певні ділянки були передані до повноважень Спільноти (до першого стовпа); водночас виникли нові галузі співпраці. Ніццький договір розширив застосування процедури голосування кваліфікованою більшістю у деяких аспектах співпраці з правосуддя та внутрішніх справ, з тих, що перейшли до Спільноти. Однак всі питання, що належать до третього стовпа, як і раніше, потребують одностайного ухвалення рішень.